# LightZone
LightZone és un programari lliure per al tractament fotogràfic no destructiu. El seu propòsit principal és gestionar el flux de treball, incloent l'edició no destructiva en diversos formats .RAW. És un programari multiplataforma i de codi obert, sent un dels més utilitzats per a aquesta tasca en l'entorn Linux. Inicialment va ser creat per Fabio Riccardi i desenvolupat per Light Crafts, empresa que ja no existeix. Abandonat al setembre de 2011, el codi font i el nom van ser alliberats a principis de 2013 sota llicència BSD pel seu propietari. Des de llavors, voluntaris i antics desenvolupadors s'han fet càrrec de les noves versions.
Aquest programari es distingeix dels seus competidors per un enfocament de processament similar a les manipulacions tradicionals dutes a terme a la cambra fosca. Així, Lightzone no ofereix corbes de correcció, sinó eines senzilles i comprensibles per a un fotògraf acostumat al sistema de zones. Les correccions a la imatge s'apliquen en capes successives. Aquestes poden ser en una part de la imatge, de manera similar a les màscares aplicades sota l'ampliadora. Les màscares es creen utilitzant eines de dibuix vectorial, i el seu contorn d'acció pot ser progressiu.